# 聲樂
聲樂是由一個或多個歌手表演的音樂形式之一，以人聲為主要表演重點。以聲樂為業的人稱為聲樂家。
在各種音樂文化中都存在著某種形式的聲樂。聲樂也許是最古老的音樂形式，因為僅需人聲，可以不需要其他樂器伴奏。語言和音樂目的雖不同，皆有共同的音樂因子。對於聲樂而言，相當多聲樂作品（部份或全部）為模仿其他聲音或純粹內容抽象，而運用非語言音節或是噪音，然而一般人特別注意歌詞的使用。較短小且含有歌詞的聲樂作品常稱為歌曲。
若沒有樂器伴奏的合唱曲則通常稱為無伴奏合唱。亦有搭配樂器伴奏，但仍以人聲為主要重點的聲樂。但若只是以人聲作為伴奏，主旋律為樂器演奏的樂曲則一般稱作器樂（如古斯塔夫·霍爾斯特的《行星組曲》中沒有歌詞的女聲合唱）。

## 類型與風格

### 漢族傳統音樂
- 戲曲
  - 崑曲
  - 京劇
- 絲竹樂
  - 南管

### 日本傳統音樂
- 薩摩琵琶

### 西洋古典音樂
- 藝術歌曲
  - 德語藝術歌曲
  - 聯篇歌曲
- 合唱
  - 讚美歌
  - 康塔塔（清唱劇）
  - 牧歌
  - 彌撒曲
  - 經文歌
- 格列高利聖詠
- 歌劇
- 神劇

### 民間音樂
- 民歌
- 讚美詩
- 靈歌
- 約德爾調

### 流行音樂
- 流行樂
- 搖滾樂
- 鄉村音樂
- 爵士樂
- 波普音樂

## 外部連結
- 中華民國聲樂家協會 （页面存档备份，存于）
- 雅虎香港網站分類 > 聲樂 （页面存档备份，存于）